# Kłajpedka
Kłajpedka – wieś folwarczna w Polsce położona w województwie podlaskim, w powiecie suwalskim, w gminie Wiżajny.

## Historia
Polska wieś folwarczna II RP funkcjonowała w okresie 1918–1939. W trakcie działaj wojennych 1939-1945 osada zniszczona z powodu niepodpisania folkslisty przez mieszkańców. Po 1945 roku zrujnowaną osadę folwarczną Kłajpedka rozebrano a grunt, przygotowano pod ziemię orną pod przyszłe Państwowe Gospodarstwa Rolne.
Na zachód od miejscowości Kłajpedy w kierunku miejscowości Kramnik około 1,4 kilometra, znajdowała się zabudowa folwarczna Kłajpedka (trzy oddzielne budynki jak dwór, stodoła i stajnia z przybudowaną oborą) zabudowa ta dziś nie istnieje. W dworze zamieszkiwali właściciele Państwo Jan i Marianna Renkis z rodziną, prowadzili folwark na potrzeby gospodarki państwowej II RP.
W 1926 roku istniało sołectwo Kłajpedka – Kierunowo, gminy Wiżajny a Sołtysem wówczas był Jerzy Baranowicz.
W latach 1975–1998 miejscowość administracyjnie należała do województwa suwalskiego.

## Turystyka
W Kłajpedce znajduje się obszar objęty Natura 2000.